# ダイナマイト打線
ダイナマイト打線（ダイナマイトだせん）は、阪神タイガースの強力打線の愛称である。

## 概要
タイガース打線の代名詞であり、日本初の打線ネーミングである。1946年、破壊力抜群のタイガース打線を形容して日刊スポーツの高山方明が命名し、1947年の優勝時に広まった。藤村富美男や別当薫、土井垣武のクリーンナップを軸に、金田正泰や後藤次男ら好打者が並ぶ布陣だった。毎日オリオンズや大洋ホエールズなどによる選手の引き抜きにより、後に第一次と呼ばれるこのダイナマイト打線は1949年を最後に解散した。
その後、強力打線がタイガースで結成されるたびに用いられ、初の日本一に輝いた1985年を新ダイナマイト打線（第二次）、18年ぶりのセ・リーグ制覇を飾った2003年を第三次、チーム打率.290を誇った2010年を第四次という。また、まだダイナマイト打線命名前の1930年代後半を第零次と呼ぶこともある。タイガースの打線は一般的に「猛虎打線」と呼ばれるが、「ダイナマイト打線」は打線が特に強力だった時期にのみ使われる。

## 歴代のダイナマイト打線

### 第零次（1930年代）
| 打順 | 守備 | 選手       | 打席 |
| ---- | ---- | ---------- | ---- |
| 1    | 一   | 松木謙治郎 | 左   |
| 2    | 二   | 藤村富美男 | 右   |
| 3    | 中   | 山口政信   | 右   |
| 4    | 左   | 景浦將     | 右   |
| 5    | 三   | 伊賀上良平 | 右   |
| 6    | 右   | 藤井勇     | 左   |
| 7    | 捕   | 田中義雄   | 右   |
| 8    | 遊   | 岡田宗芳   | 右   |
| 9    | 投   | 西村幸生   | 右   |

この時期の阪神はチーム出塁率が非常に高く、1936年秋季シーズン〜1938年春季シーズンまで4期連続で出塁率3割6分を超えていた。特に1937年春には出塁率.371、1938年春には出塁率.377を記録した。

### 第一次（1946年-1949年）
| 打順 | 守備 | 選手       | 打席 | 打率 | 本塁打 | 打点 | 盗塁 | 出塁率 | 長打率 | OPS   | 備考                                                              |
| ---- | ---- | ---------- | ---- | ---- | ------ | ---- | ---- | ------ | ------ | ----- | ----------------------------------------------------------------- |
| 1    | 中   | 後藤次男   | 右   | .300 | 10     | 40   | 29   | .330   | .414   | .744  | 打率リーグ15位                                                    |
| 2    | 左   | 金田正泰   | 左   | .302 | 10     | 63   | 21   | .390   | .464   | .854  | 打率リーグ13位                                                    |
| 3    | 右   | 別当薫     | 右   | .322 | 39     | 126  | 13   | .376   | .596   | .972  | 打率リーグ6位                                                     |
| 4    | 三   | 藤村富美男 | 右   | .332 | 46     | 142  | 12   | .388   | .650   | 1.038 | 打率リーグ2位、最高殊勲選手、本塁打王、打点王、ベストナイン（三） |
| 5    | 捕   | 土井垣武   | 右   | .328 | 16     | 86   | 4    | .385   | .514   | .899  | 打率リーグ4位、ベストナイン（捕）                                 |
| 6    | 二   | 本堂保次   | 右   | .302 | 4      | 40   | 5    | .335   | .429   | .764  |                                                                   |
| 7    | 一   | 安居玉一   | 右   | .281 | 7      | 59   | 12   | .312   | .393   | .705  | 打率リーグ25位                                                    |
| 8    | 遊   | 長谷川善三 | 右   | .219 | 3      | 30   | 7    | .264   | .288   | .552  | 打率リーグ55位                                                    |
| 9    | 投   | 御園生崇男 | 右   | .239 | 0      | 16   | 0    | .301   | .284   | .585  |                                                                   |

| 守備 | 選手     | 打席 | 打率 | 本塁打 | 打点 | 盗塁 | 出塁率 | 長打率 | OPS  | 備考               |
| ---- | -------- | ---- | ---- | ------ | ---- | ---- | ------ | ------ | ---- | ------------------ |
| 中   | 呉昌征   | 左   | .223 | 0      | 10   | 14   | .341   | .266   | .607 |                    |
| 二   | 白坂長栄 | 右   | .214 | 0      | 12   | 3    | .299   | .269   | .568 |                    |
| 二   | 西江一郎 | 右   | .290 | 1      | 15   | 3    | .359   | .377   | .736 |                    |
| 右   | 塚本博睦 | 右   | -    | -      | -    | -    | -      | -      | -    | 1948年に阪急へ移籍 |

※成績は1949年のもの。
※ダイナマイト打線の名がつけられた1946年のチーム打率はトップの.288。2位のグレートリングには.015の差をつけ、打率十傑には首位打者の金田以下4人が入った。チーム打率は1949年までトップを続け、比較的少なかった本塁打数も別当が入団した1948年に2位、1949年にはトップになった。ただしこの期間、優勝は1947年のみで、1949年には6位に終わる。これは投手力が劣っていたためであり、特に1946年は戦後すぐということもあり、中でも第零次の際中心選手だった岡田、景浦、西村を始め日本野球連盟加盟球団で最も多い14人の在籍経験者が戦死した阪神は野手の藤村と呉が2桁勝利を記録するほど選手不足だった。

### 第三次（2003年）
| 打順 | 守備  | 選手               | 打席 | 打率 | 本塁打 | 打点 | 盗塁 | 出塁率 | 長打率 | OPS  | 備考                                                                |
| ---- | ----- | ------------------ | ---- | ---- | ------ | ---- | ---- | ------ | ------ | ---- | ------------------------------------------------------------------- |
| 1    | 二    | 今岡誠             | 右   | .340 | 12     | 72   | 1    | .374   | .491   | .864 | 首位打者、ベストナイン（二）、ゴールデングラブ賞（二）              |
| 2    | 中    | 赤星憲広           | 左   | .312 | 1      | 35   | 61   | .378   | .374   | .752 | 打率リーグ8位、盗塁王、ベストナイン（外）、ゴールデングラブ賞（外） |
| 3    | 左    | 金本知憲           | 左   | .289 | 19     | 77   | 18   | .399   | .449   | .848 | 打率リーグ16位                                                      |
| 4    | 右/一 | 桧山進次郎         | 左   | .278 | 16     | 63   | 1    | .338   | .459   | .797 | 打率リーグ22位                                                      |
| 5    | 一/三 | ジョージ・アリアス | 右   | .265 | 38     | 107  | 2    | .334   | .565   | .899 | 打率リーグ25位、ベストナイン（一）、ゴールデングラブ賞（一）        |
| 6    | 三    | 片岡篤史           | 左   | .296 | 12     | 55   | 1    | .366   | .497   | .863 | 規定打席未到達                                                      |
| 7    | 捕    | 矢野輝弘           | 右   | .328 | 14     | 79   | 1    | .392   | .506   | .897 | 打率リーグ3位、ベストナイン（捕）、ゴールデングラブ賞（捕）         |
| 8    | 遊    | 藤本敦士           | 左   | .301 | 0      | 36   | 9    | .343   | .376   | .719 | 打率リーグ11位                                                      |
| 9    | 投    |                    |      |      |        |      |      |        |        |      |                                                                     |

| 守備     | 選手     | 打席 | 打率 | 本塁打 | 打点 | 盗塁 | 出塁率 | 長打率 | OPS  | 備考                                     |
| -------- | -------- | ---- | ---- | ------ | ---- | ---- | ------ | ------ | ---- | ---------------------------------------- |
| 捕       | 野口寿浩 | 右   | .271 | 1      | 5    | 1    | .313   | .393   | .706 | 2番手捕手                                |
| 一       | 八木裕   | 右   | .286 | 0      | 21   | 0    | .336   | .343   | .679 | 代打要員、「代打の神様」と呼ばれた       |
| 一       | 広澤克実 | 右   | .306 | 4      | 15   | 0    | .368   | .548   | .916 | 代打要員、現役最終打席で代打本塁打を記録 |
| 二/三/遊 | 沖原佳典 | 右   | .341 | 1      | 17   | 3    | .379   | .431   | .810 | 内野の控え                               |
| 二/三/遊 | 田中秀太 | 左   | .174 | 1      | 5    | 8    | .208   | .246   | .455 | 代走・内野の守備固め、102試合に出場      |
| 遊       | 久慈照嘉 | 左   | .304 | 0      | 6    | 1    | .370   | .413   | .783 | 遊撃の守備固め、「9時に久慈」と呼ばれた  |
| 右       | 濱中治   | 右   | .273 | 11     | 48   | 3    | .350   | .523   | .873 | 43試合に4番打者として出場、5月に負傷離脱 |
| 外       | 中村豊   | 右   | .250 | 0      | 7    | 2    | .294   | .344   | .638 | 外野の守備固め                           |

※太字はリーグトップ
広島東洋カープから金本がFA移籍で入団し打線の中核を担ったことで打線の厚みが増し、強力打線を形成。赤星、金本の2、3番コンビが「金星ライン」と呼ばれ高い得点力を誇った他、矢野、藤本の2人が下位打線であるにもかかわらず3割を超える打率を残したことで他球団から「恐怖の下位打線」と恐れられた。また代打の切り札として八木が活躍、後半のチーム失速時には広澤が４番を務め、今岡が怪我で離脱した際は沖原が代役を務めるなど控えの層も厚かった。結果として140試合で728得点と1試合5点以上を獲る得点力を発揮し18年ぶりとなるリーグ優勝の原動力となった。
打順変更やポジションコンバートの他、アリアス、片岡の退団や鳥谷敬、アンディ・シーツの入団などにより多少の変更点はあったものの、この年形になった「第三次ダイナマイト打線」としての基本型は2007年頃まで引き継がれた。

### 第四次（2010年）
| 打順 | 守備 | 選手               | 打席 | 打率 | 本塁打 | 打点 | 盗塁 | 出塁率 | 長打率 | OPS  | 備考 |
| ---- | ---- | ------------------ | ---- | ---- | ------ | ---- | ---- | ------ | ------ | ---- | --- |
| 1    | 中   | マット・マートン   | 右   | .349 | 17     | 91   | 11   | .395   | .499   | .894 | 打率リーグ3位、最多安打、ベストナイン（外）、当時のシーズン安打数プロ野球記録更新(214安打)                |
| 2    | 二   | 平野恵一           | 左   | .350 | 1      | 24   | 6    | .399   | .421   | .820 | 打率リーグ2位、ベストナイン（二）、ゴールデングラブ賞（二） 、59犠打（リーグ1位、シーズン犠打数球団記録） |
| 3    | 遊   | 鳥谷敬             | 左   | .301 | 19     | 104  | 13   | .373   | .475   | .848 | 打率リーグ13位、ベストナイン（遊）、遊撃手としてはプロ野球史上初のシーズン100打点                         |
| 4    | 三   | 新井貴浩           | 右   | .311 | 19     | 112  | 7    | .374   | .484   | .859 | 打率リーグ7位                                                                                             |
| 5    | 一   | クレイグ・ブラゼル | 左   | .296 | 47     | 117  | 1    | .329   | .573   | .902 | 打率リーグ15位、ベストナイン（一）                                                                        |
| 6    | 左   | 金本知憲           | 左   | .241 | 16     | 45   | 1    | .321   | .411   | .731 | 史上初の全試合出場ながら規定打席未到達                                                                    |
| 7    | 捕   | 城島健司           | 右   | .302 | 28     | 91   | 9    | .352   | .507   | .859 | 打率リーグ12位、ゴールデングラブ賞（捕）                                                                  |
| 8    | 右   | 桜井広大           | 右   | .255 | 9      | 30   | 1    | .327   | .403   | .730 | 規定打席未到達                                                                                            |
| 9    | 投   |                    |      |      |        |      |      |        |        |      | |

| 守備  | 選手       | 打席 | 打率 | 本塁打 | 打点 | 盗塁 | 出塁率 | 長打率 | OPS  | 備考                               |
| ----- | ---------- | ---- | ---- | ------ | ---- | ---- | ------ | ------ | ---- | ---------------------------------- |
| 外    | 藤川俊介   | 右   | .255 | 1      | 10   | 5    | .294   | .373   | .667 | 代走・外野の守備固め               |
| 外    | 浅井良     | 右   | .297 | 3      | 14   | 4    | .352   | .412   | .764 | 外野の控え                         |
| 外    | 林威助     | 左   | .289 | 4      | 22   | 1    | .319   | .467   | .786 | 代打要員                           |
| 一/二 | 関本賢太郎 | 右   | .256 | 3      | 12   | 1    | .389   | .462   | .851 | 代打要員、一塁の守備固め           |
| 外    | 桧山進次郎 | 左   | .254 | 1      | 12   | 0    | .296   | .373   | .669 | 代打要員、「代打の神様」と呼ばれた |
| 二/遊 | 大和       | 右   | .273 | 0      | 4    | 8    | .327   | .318   | .645 | 代走・内野の守備固め               |

第一次ダイナマイト打線時代の復刻ユニフォームを着た試合で3試合連続2ケタ得点や球団記録の22得点を記録、4、5点リードされていながら終盤3イニングのみで10点前後を奪って逆に大勝することも少なくなく、選手の個人成績でも往来のダイナマイト打線を彷彿させる成績を残し、中日、巨人と激しい優勝争いを演じたことで各メディアでもこの名が広く使われるようになった。
最終的に中日とわずか1ゲーム差の2位に終わったが、チーム打率.290でチーム記録を更新し、3割打者は5人に上り、90打点以上を5人が記録した。新外国人マートンが主に1番打者を務め、鳥谷と打順を入れ替えることもあった。守備位置は前年限りで引退した赤星憲広に代わりセンターを任され、金本が先発を外れた時はレフトを守ることも多かった。
シーズン序盤は4番に金本、8番に桜井という形だったが、金本の右肩故障による不調で4月17日の横浜戦（横浜スタジアム）を最後に世界記録である連続フルイニング出場の記録が1492試合で途絶えた後は新井が主に4番を務めた。また、不調の桜井に代えて林や浅井、葛城育郎、新人の藤川（現登録名「俊介」）を起用したり、関本や坂克彦を二塁手で起用し、平野が右翼、中堅へ廻るなど外野手は完全には固定されていなかった。AKB砲も参照。
阪神の中では近年稀にみる重量打線となったが、鳥谷と桜井以外が外様出身ということで、スタメンの平均年齢は約32歳と若くはなかった。加えて、翌2011年から使用球が全球団ミズノ社製の低反発球に統一されたこともあり（いわゆる「統一球」）、上位打線は各選手とも打率は3割前後を維持したが、チーム本塁打数や総得点は激減した。本塁打はブラゼルが約三分の一、鳥谷が約四分の一に激減。城島は負傷で長期離脱となり、結果としてダイナマイト打線は2010年限りとなった。

## 補足
- 2003年の第3次については、当時の田淵打撃コーチが「今のタイガース打線には『いてまえ打線』（近鉄）のような愛称がない、愛称が欲しい」と発言したことを受けて、日刊スポーツ（大阪版）が読者に「新愛称」を募り、その結果を中面で全面を使って公表したことがある。ただ、当時の星野監督が「（ネーミングは）時期尚早」と却下したことで、そのままお蔵入りになった。
- 2005年の優勝当時の打線については、これまた日刊スポーツ（大阪版）がシーズン中に、独自で『ダイナまいど打線』と命名している。
  - 2010年8月19日付の日刊スポーツ（大阪版）でも、再び『ダイナまいど打線』のフレーズを使っている。